# AS Khroub
El AS Khroub es un equipo de fútbol de Argelia que juega en la División Nacional Aficionada de Argelia, la tercera categoría de fútbol en el país.

## Historia
Fue fundado el 13 de abril de 1927 en la ciudad de Khroub en la región de Constantine y en sus primeros años militaron en la Liga de Constantine durante el periodo colonial en Argelia.
En los primeros años de país independiente militaron en el sistema de ligas regionales de Argelia hasta que en la década de los años 1970s llegaron a formar parte del Campeonato Nacional de Argelia, en el cual han militado en al menos cinco temporadas, aunque principalmente han sido un equipo de categoría aficionada.